# Iddu
Iddu (sizilianisch iddu = er), internationaler Titel: Sicilian Letters, dt.: Sizilianische Briefe ist ein Spielfilm von Fabio Grassadonia und Antonio Piazza aus dem Jahr 2024. Das Krimidrama stellt die Jagd nach dem flüchtigen Mafioso Matteo Messina Denaro in den Mittelpunkt. Die Hauptrollen übernahmen Toni Servillo und Elio Germano. Die italienisch-französische Koproduktion wurde Anfang September 2024 auf dem Filmfestival von Venedig uraufgeführt. Ein regulärer Kinostart in Italien ist Anfang Oktober desselben Jahres vorgesehen.

## Handlung
Sizilien, Anfang der 2000er-Jahre: Der Politiker Catello hat durch seine Zusammenarbeit mit der Mafia alles verloren und musste eine Gefängnisstrafe absitzen. Daraufhin wird er vom italienischen Geheimdienst angeworben. Catello soll dabei helfen, seinen Patensohn Matteo Messina Denaro in eine Falle zu locken. Denaro ist ein gefährlicher Anführer der Cosa Nostra und einer der meistgesuchten Kriminellen weltweit. Den Behörden ist er in der Vergangenheit immer wieder entwischt. Dem trickrichen Catello gelingt es, einen Briefwechsel mit dem Flüchtigen aufzunehmen. Denaro wiederum nutzt den Briefkontakt mittels Pizzini, um seine emotionale Leere zu füllen. Schon bald schwebt Catello in Lebensgefahr.

## Entstehungsgeschichte

### Historischer Hintergrund
Matteo Messina Denaro, ein pupillo (= Zögling) von Totò Riina, war der Capo der trapanesischen Mafia, die sich unter seiner Führung von ihren alten Traditionen gelöst und eine Wandlung in ein effizientes, „modernes Wirtschaftsunternehmen“ durchlaufen hat. Ihre Geschäftsfelder waren Geldwäsche, Drogenhandel und illegale Mülldeponien.
2009 wurde Denaro zum ersten Mal auf die Liste der meistgesuchten Verbrecher gesetzt. Zu den spektakulärsten Verbrechen, in die er verwickelt war, zählen die Morde an Giovanni Falcone und Paolo Borsellino in Palermo im Jahre 1992, die Bombenanschläge 1993 in Mailand, Florenz und Rom und Entführung, Folter und schließlich der Mord an einem zehnjährigen Jungen, der als Zeuge unter Polizeischutz stand. Über Jahre galt Denaro als Symbol für die Unfähigkeit des italienischen Staates, mit den Mafia-Syndikaten fertig zu werden. Matteo Messina Denaro wurde am 16. Januar 2023 in Palermo inhaftiert und starb wenige Monate später in einer Krebsklinik in L’Aquila.
Die Figur des Catello ist zwar fiktiv, könnte jedoch an Antonio Vaccarino, dem 2011 verstorbenen ehemaligen Bürgermeister von Castelvetrano, orientiert sein, der eine geheime Korrespondenz mit Denaro unterhalten hat.

### Produktion
Iddu ist der dritte gemeinsame Film der beiden Sizilianer seit 2013. Salvo, der acht Filmpreise gewann, hatte seine Premiere 2013 in der Semaine de la Critique in Cannes, ihr zweiter Spielfilm Sicilian Ghost Story eröffnete 2017 ebenfalls die Semaine de la Critique. Auch ihre beiden ersten Spielfilme haben die sizilianische Mafia zum Thema.  
Grassadonia und Piazza begannen mit Vorarbeiten zum Drehbuch lange bevor Denaro im Januar 2023 arrestiert wurde, unter Berücksichtigung von Details, die Untersuchungsbehörden und Journalisten über den langen Zeitraum von dreißig Jahren, die Denaro aus der Öffentlichkeit verschwunden war, herausfinden konnten. Kameramann war der vielfach preisgekrönte Luca Bigazzi, der nach 2017 das zweite Mal mit den Regisseuren zusammengearbeitet hat, und der allein sieben Mal den David di Donatello und acht Mal das Nastro d’Argento gewonnen hat.
Die Dreharbeiten fanden im Juni und Juli 2023 in Trapani, Sciacca, Salemi und Selinunt statt.

## Veröffentlichung
Die Premiere von Iddu erfolgte am 5. September 2024 auf dem 81. Filmfestival von Venedig, wo das Werk in den Hauptwettbewerb eingeladen wurde.
Kinostart in Italien war ab 10. Oktober 2024 im Verleih von 01 Distribution.

## Auszeichnungen
Für Iddu erhielten Fabio Grassadonia und Antonio Piazza eine Einladung in den Wettbewerb um den Goldenen Löwen, den Hauptpreis des Filmfestivals von Venedig.